# Plac Spiski w Poznaniu
Plac Spiski w Poznaniu - plac o wymiarach 100 x 100 metrów, zlokalizowany w Poznaniu, w zabytkowej willowej dzielnicy Sołacz, pomiędzy ulicami Małopolską, Śląską i Podolską.

## Charakterystyka
Plac powstał w ramach założonej w początkach XX wieku kolonii willowej, której autorem był Joseph Stübben. W założeniu urbanistycznym wykorzystano malowniczy układ terenu, wytworzony przez naturę w dolinie przepływającej na południu Bogdanki. Plac Spiski jest lekko nachylony ku południu, w kierunku przechodzącej w dole założenia ulicy Małopolskiej, którą wiedzie linia tramwajowa na Piątkowską i droga rowerowa. 
W latach 1913–1924 na placu kończyła się wspomniana wyżej linia tramwajowa z centrum miasta. Przy torowisku stała drewniana poczekalnia, obecnie przeniesiona na ul. Małopolską, w rejon ul. Wołyńskiej.
Plac otaczają zabytkowe wille, pochodzące przede wszystkim z lat 1910–1913, autorstwa m.in. Otto Meistera. Południową pierzeję placu stanowi zabytkowy Park Sołacki i zlokalizowane w nim Stawy Sołackie. Cały ten teren jest popularnym celem spacerów mieszkańców Poznania.